# Georg Türk
Georg Türk (* 21. April 1958) ist ein deutscher Musiker und Tontechniker. Er ist in Siebenbürgen geboren und lebt in Münster.
Er spielte Bass in den Bands  Ekki and the Toasters/The Flying Toasters, Soul’d Up, Prince of the Blood and The Earth’s Crust.
In seinem Tonstudio mischte er unter anderem Phillip Boa and the Voodooclub, Sphere und Klaus Foitzik.
Ab Mitte der 1990er-Jahre mischte er als FoH-Tontechniker den Sound auf Konzerten der Bands H-Blockx, Silbermond und Bosse.